# White Lightning
White Lightning (br Sob o Signo da Vingança) é um filme estadunidense de 1973, do gênero suspense e ação policial, dirigido por Joseph Sargent. Teve uma sequência (Gator) realizada em 1976.

## Elenco Principal
- Burt Reynolds...Gator McKlusky
- Jennifer Billingsley
- Ned Beatty...Xerife J.C.Connors
- Bo Hopkins...Roy Boone
- R.G. Armstrong...Big Bear
- Diane Ladd.

## Sinopse
O prisioneiro federal Gator McKlusky, condenado por transporte ilegal de bebidas, fica sabendo que seu irmão caçula foi morto pelo xerife local, o corrupto J.C. Connors. Sem conseguir escapar para se vingar, ele resolve fazer um acordo com a polícia federal, que deseja aprisionar o xerife pelo envolvimento dele no contrabando de bebidas. Em liberdade, Gator começa a trabalhar como entregador de bebidas, dirigindo um possante carro fornecido pelos agentes federais. O xerife fica sabendo de seu acordo com a polícia e passa a persegui-lo.